# Kyriakos Hatzigiannis

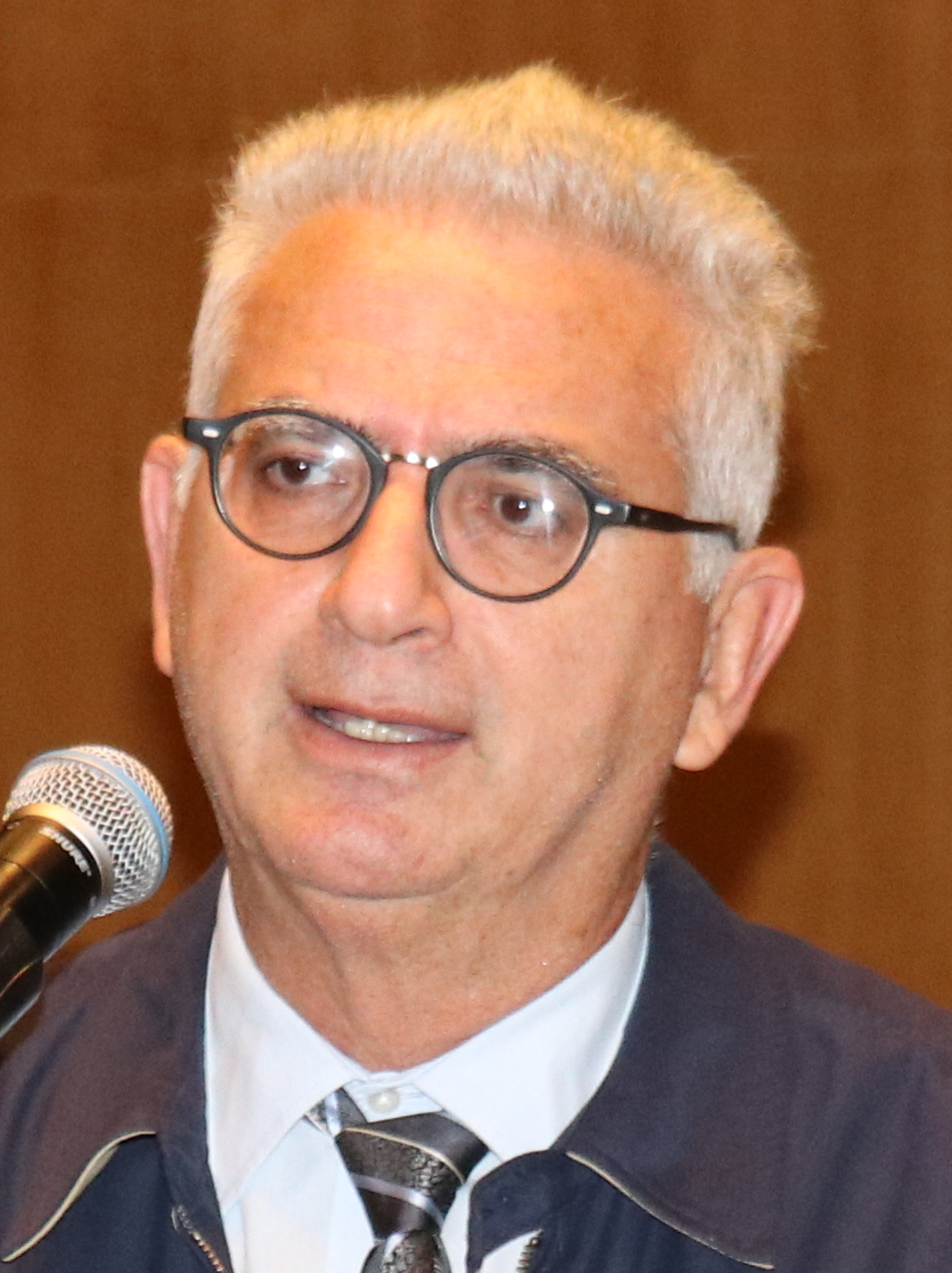
Kyriakos Hadjiyianni (2024)

Kyriakos Hatzigiannis (griechisch Κυριάκος Χατζηγιάννης; * 22. August 1963 in Acheritou, Agios Sergios, Bezirk Famagusta) ist ein zyprischer Politiker der konservativ-christdemokratischen Demokratischen Sammlung DISY (Dimokratikos Synagermos), die seit 2006 Mitglied des Repräsentantenhauses (Vouli ton Antiprosópon) ist.

## Leben
Kyriakos Hatzigiannis wuchs in einem Teil des Bezirks Famagusta auf, der während der türkischen Invasion Zyperns (20. Juli bis 14. August 1974) besetzt wurde. Er absolvierte Studien der Fächer Maschinenbau, Wirtschafts- und Politikwissenschaften an der Universität Stuttgart und trat während seines Studiums in Stuttgart als Mitglied in die Junge Union (JU), der Jugendorganisation der Christlich Demokratischen Union Deutschlands (CDU), ein. Nach seiner Rückkehr begann er sein politisches Engagement in der Demokratischen Sammlung DISY und war Sekretär des Bildungskomitees der Demokratischen wachsamen Jugend NEDISY (Neolaía Dimokratikoú Synagermoú), der Jugendorganisation, sowie Sekretär der Organisation junger Wissenschaftler ONE (Orgánosis Néon Epistimónon). Er fungierte zwischen 2003 und 2004 als beobachtendes Mitglied im Europäischen Wirtschafts- und Sozialausschuss EWSA, ein Nebenorgan der Europäischen Union. Daneben schloss er 2004 an der Eberhard Karls Universität Tübingen seine Promotion zum Doktor der Philosophie im Fach Politikwissenschaften mit der Dissertation „Die Rolle der E.U. bei der Lösung der Zypern-Frage“ ab. Im Anschluss war er bis 2008 Generalsekretär des Bauernverbandes PSK (Panagrotikós Sýndesmos Kýprou) und fungierte zudem als Vize-Vorsitzender des Comité des organisations professionnelles agricoles COPA, eine Interessenvertretung der Landwirte beziehungsweise ihrer nationalen Organisationen in der EU. Daneben war er auch Mitglied verschiedener Beratungsgremien der EU-Generaldirektion Landwirtschaft und ländliche Entwicklung.
Hatzigiannis, der Mitglied des Politbüros der DISY ist, wurde für diese bei der Parlamentswahl in der Republik Zypern am 21. Mai 2006 im Wahlkreis des Bezirks Famagusta erstmals zum Mitglied des Repräsentantenhauses gewählt und gehört diesem nach seinen Wiederwahlen am 22. Mai 2011, 22. Mai 2016 und 30. Mai 2021 seither an. In den vergangenen Legislaturperioden fungierte er unter anderem als Vorsitzender des Ständigen Ausschusses für Bildung und Kultur sowie als Vorsitzender des Ausschusses für Demokratie, Menschenrechte und humanitäre Fragen der Parlamentarischen Versammlung der OSZE und war auch Mitglied des Präsidiums dieser Parlamentarischen Versammlung.
In der aktuellen Legislaturperiode des Repräsentantenhauses ist Kyriakos Hatzigiannis Vorsitzender des Ständigen Ausschusses für Energie, Handel, Industrie und Tourismus sowie ferner Mitglied des Ständigen Ausschusses für innere Angelegenheiten und des Ständigen Ausschusses für Landwirtschaft und natürliche Ressourcen. Außerdem ist er auch wieder Mitglied der Parlamentarischen Versammlung der OSZE und fungiert dort als Vize-Vorsitzender der Gruppe der Europäischen Volkspartei, Sonderbeauftragter für die Beteiligung der Zivilgesellschaft und stellvertretender Vorsitzender des Ad-hoc-Ausschusses für Migration.
Aus seiner Ehe mit Marina Alexandrou gingen eine Tochter und ein Sohn hervor.

## Veröffentlichungen
- Ανακύκλωση και Τοπική Αυτοδιοίκηση, (Recycling and Local Government), 2003
- Die Rolle der E.U. bei der Lösung der Zypern-Frage, Dissertation Universität Tübingen 2004, 2006